# Municipalización de la enseñanza en Chile
La municipalización de la enseñanza fue una reforma del sistema de administración de la educación pública introducido en Chile durante la dictadura cívico-militar de Augusto Pinochet.
Esta medida se llevó a cabo entre los años 1981 y 1986 como un proceso de descentralización de la administración educacional, que hasta esa época correspondía directamente al Ministerio de Educación. Lo fundamental de la medida era el traspaso de la administración de los establecimientos educacionales desde el Ministerio a la comuna en la cual estaban ubicados.

## Historia
Uno de los flancos de interés para la recién instaurada dictadura militar fue el área de la educación, que sufrió grandes transformaciones. Esto queda muy bien resumido en la siguiente cita:

La transformación de una concepción de Estado Docente a un Estado Subsidiario en el caso chileno no fue el resultado de una evolución progresiva, o de un debate público; ni siquiera de la acumulación de insalvables contradicciones internas que llevaron a la ruptura de un paradigma educacional y su reemplazo por otro. Inequívocamente, el cambio del modelo educacional fue la consecuencia directa de un cambio radical rupturista y forzoso de un proyecto de sociedad a otro de una democracia liberal con un estado intervencionista a un régimen dictatorial con una economía neoliberal.
Jorge Nef, El concepto de Estado Subsidiario y la educación como bien de mercado.

En sus orígenes, la transformación educacional necesaria se perfiló como el delegamiento que debía hacer el Estado de la función administrativa de la educación en manos de otras instituciones, sin hacer mención aún de la municipalidad. Este cambio fue descrito en un principio en dos programas:
- Programa Operativo de 1975, que se propone como meta para ese año el «máximo desarrollo de las Secretarías Regionales de modo que puedan asumir con autonomía y eficacia las responsabilidades educacionales que le fueron conferidas.»
- Programas Ministeriales de 1976, que sugieren «un estudio completo que incluye un plan piloto para poner en marcha dispositivos que conduzcan a una delegación progresiva de aquellas en manos de la comunidad. Deberá contemplarse la conveniencia de varias alternativas como son el nivel comunal o vecinal, cooperativas educacionales, etc., manteniendo siempre el principio de que es responsabilidad absoluta del Estado el financiamiento subvencionado de la educación.»[3]

Durante el año 1979, se redacta un documento denominado «Directivas Presidenciales sobre Educación Nacional», donde se definen criterios y prioridades. Las ideas centrales de este documento pueden resumirse en:
- La dictadura militar se reserva el control sobre los contenidos de la enseñanza. Se excluyen todas las posibilidades de «planes alternativos» a implementarse por los colegios o liceos. Se evita de ese modo la «politización» de la educación en contra de la dictadura militar.
- Se prioriza la enseñanza básica y se establece que la educación media y superior serán consideradas formaciones excepcionales y que quienes quieran acceder a ellas, deberán pagar.
- El Estado deja de crecer en aspectos educacionales y comienza a transferir ese crecimiento al sector privado, por medio de subsidios (subvenciones).[4]

Para dar cumplimiento a dichos planteamientos, el Ministerio de Educación, durante 1980, realiza importantes cambios en el sistema educacional; entre ellos, se inicia un proceso de descentralización de la gestión educacional, denominado municipalización.

## Fundamentos básicos
Los tres pilares fundamentales en los que se basó la municipalización son:
- La municipalización implica un mayor grado de descentralización administrativa. El propio Ministerio de Educación afirma que con el traspaso de los servicios públicos a las municipalidades «se facilita que la administración de dichos organismos responda más fielmente a las características y diversidades de cada comuna, lo cual resulta mucho más fácil de lograr desde el nivel regional o nacional en que actualmente se administran. Por otro lado, el Ministerio de Educación ejercerá solo funciones normativas (fijación de fines, objetivos, planes y programas, etc.), mientras que los municipios tendrán a su cargo toda la operación administrativa, a través del municipio en sí o de Corporaciones Municipales.
- La municipalización implica que en la administración de los establecimientos haya mayor participación y control social. Así, se aspiraba a reducir las ineficiencias que se producían al centralizar las decisiones y lograr un mayor vínculo comunidad-establecimiento educacional, apoyando el proceso educativo con miras a los problemas y virtudes locales.
- La municipalización implica la posibilidad de un mejoramiento cualitativo de la educación, puesto que las municipalidades, además de recibir el aporte equivalente al gasto del Ministerio de Educación en las escuelas traspasadas, dispondrán de mayores recursos por la vía del Fondo Común Municipal.

## Críticas
El proceso de municipalización educacional se inserta coherentemente dentro de una corriente anterior que intenta impulsar la privatización del sistema educativo.
El traspaso de las escuelas y liceos a la esfera municipal no se considera la meta del proceso, sino solo un medio para luego efectuar el traspaso más radical de la subsidiariedad.
Muchos sectores de la sociedad —entre ellos la Iglesia Católica— han expresado su preocupación por lo que ésta política significa. A los opositores les preocupa que el Estado renuncie a su rol de promover el acceso de los sectores populares a la educación, así como no saber a quiénes se traspasan los establecimientos educacionales.
La desigualdad es en parte un problema de recursos; es una realidad que los establecimientos particulares los poseen y por ende son capaces de hacer inversiones por alumno para así obtener mejores resultados. Muy por el contrario, los establecimientos municipales deben pagar los salarios mínimos que el gremio de profesores negocia con el Ministerio de Educación, lo que significa que entre el 70% y el 80% de los ingresos que estos establecimientos reciben por la subvención se destinan a los salarios. Este factor, que quizá suene irrelevante, repercute en la mirada externa que se le hace a un establecimiento educacional a la hora de calificarlo. Mientras más insumos (tecnologías de punta, mayor número de libros, laboratorios científicos, televisores, radios, equipos de video, etc) tenga a su haber un colegio o liceo, más atractivo es en el mercado y por ende, atrae una mayor demanda.
Lo que para las autoridades de Gobierno de la época es considerado un logro, para otros sectores de la sociedad es motivo de preocupación. Esto puede verse en la siguiente cita:

Inquieta así mismo la posibilidad prevista por la autoridad pública de que las municipalidades traspasen, a su vez, las escuelas recibidas del Estado a manos de terceros. ¿Quiénes serán éstos? Al no haber respuesta clara para esta interrogante, es legítimo temer que la enseñanza pueda quedar radicada en individuos o grupos inadecuados, movidos por ideologías o intereses económicos, y otros igualmente ajenos a la educación y al bien de los educados.
Comité Permanente del Episcopado, Carta Pastoral «La Reforma Educacional», mayo de 1981

Estas ineficiencias fueron plasmadas en las movilizaciones del 2006 de secundarios a nivel nacional, donde se vieron envueltos desde liceos emblemáticos de la capital hasta colegios de Regiones.
Otra de las críticas radica en que la municipalización ya debería dar paso a la privatización de la educación. Quienes promueven la privatización fundamentan su postura sobre los incentivos de mercado, así, sugieren que los propietarios de establecimientos buscarán competir en contenidos, precios, servicios y valores agregados en la educación, y que esta competencia beneficiará en primera instancia al padre de familia y que por el contrario actualmente la educación está sujeto a la presión de los gremios de maestros y grupos políticos que buscan convertir la educación pública en plataforma electoral.
En el primer gobierno de Sebastián Piñera bajo el clima de las movilizaciones del 2011 se criticó intensamente la municipalización de la enseñanza y se solicitó que estuviera a cargo de un organismo público descentralizado.

## Desmunicipalización
Las críticas mencionadas derivaron en reformas al sistema durante el segundo gobierno de Michelle Bachelet que creó en 2017 los Servicios Locales de Educación Pública, los cuales trabajan en conjunto con el Ministerio y la Dirección de Educación Pública. Estos Servicios Locales agrupan colegios de diversas municipalidades cercanas. El sistema comenzó a operar en 2018.